# 박지훈 (번역가)
박지훈은 주로 외화 영화 번역을 전문으로 하는 대한민국의 번역가이다.
2002년 "악마 같은 여자"로 외화 번역을 시작했다. 그 뒤로 '수어사이드 스쿼드', '인셉션', '스파이', '007 스카이폴', '어벤져스: 에이지 오브 울트론' 등의 영화 작품을 번역했다. 오역으로 유명하다.

## 오역에 관한 논란
각종 온라인 커뮤니티에서는 뉘앙스 차이나 작은 오역이 아닌, 시나리오 전체를 좌우하는 대사를 잘못 번역했다는 의견, 여성비하적 표현이 잦다는 것이 논란이 되었다.
어벤져스: 인피니티 워 등 일부 영화 작품의 오역에 대한 비판이 일자 청와대 홈페이지의 국민청원 게시판에 작품 번역의 참여를 반대한다는 제목의 글이 게시되기도 했다. 한편, 마블 코리아에서는 이 오역 논란에 대해 "해석의 차이 가능성"의 입장을 보였다.